# Бохињска Бела
Бохињска Бела (словен. Bohinjska Bela) насељено место у општини Блед покрајина Горењска. Општина припада регији Горењска. Приликом пописа становништва 2002. године насеље је имало 540 становника
Насеље се дели на Сподњу и Долењу Вас (Горње и Доње село). Налази се изнад леве обале реке Саве Бохињке око 3 км од Бледског језера у правцу Бохиња, на надморској висини од 477,8 метара.
Име потиче од назива Бохињ, мада је оно удаљено више од 20 км.
Између 1900. и 1906. кроз насеље је изграђена Бохињска пруга. Некадашња железничка станица Бохињска Бела данас углавном нуди туристичке услуге. Јужно преко реке види се насеље Купљеник, брдо Градишче и северне страна планине Јеловица са каменим врхом названим Бабин зуб, под којима се налази крашка пећина. Међу стенама изнад Бохињске Беле, постоји 24 м висок слап Иглица.
Жупна црква Свете Маргарета, саграђена у ренесансном стилу почетком 17. века, касније преправљена у барокни стил.
Године 1934. у Бохињској Бели је за потребе Војске Краљевине Југославије изграђена је једна од најстаријих војних касарни у Словенији, која још увек служи за потребе војске.

## Културна баштина
У насељу се налазе 22 објеката који спадају у непокретана културна добра.

## Галерија
- Црква Свете Маргарете.
- Сподња Вас с касарном и железничком станицом.
- Слап Иглица.
- Јеловица